# Serieåret 1949

## Händelser

### Juli
- 16 juli - Frankrike inför en lag, som starkt reglerar innehållet i serietidningar riktade till ungdomar.[1]

### September
- September - Press & Publicity, utgivare av Seriemagasinet, skaffar sig rättigheterna till Stålmannen och lanserar den som egen serietidning.[2]

### December
- 10 december - Kanadas parlament beslutar att förbjuda vissa brottsskildrande serier, så kallade "crime comics".[1]

### Okänt datum
- I Sverige grundas serietidningen Min melodi.[2]
- Mort Walkers Knasen debuterar i USA:s dagstidningar i serien Spider.
- Hela Kalle Anka & C:o i Sverige är nu i färg.[2]

## Pristagare
- Reuben Award Cartoonist of the year: Alex Raymond, Rip Kirby

## Utgivning

### Album
- La mine d' or de Dick Digger (Lucky Luke)[3]
- Solens tempel (Tintins äventyr)[4]

## Födda
- 11 februari – Jan Stenmark, svensk serietecknare.
- 14 april – Dave Gibbons, brittisk serietecknare.
- 10 juli – Franziska Becker, tysk serieskapare.
- Okänt datum – Heiner Bade, tysk serieskapare, Fantomens tecknare.
- Okänt datum – Alan Grant, brittisk serieskapare.
- Okänt datum – Paul Halas, brittisk serieskapare.
- Okänt datum – Pat Mills, brittisk serieskapare.
- Okänt datum – John Wagner, brittisk serieskapare.

## Avlidna
- 6 mars - Storm P., 66, dansk tecknare och skådespelare.

### Fotnoter
1. 1 2  Nils Bejerot (18 mars 1954). ”Barn – Serier – Samhälle”. Yle. Arkiverad från originalet den 27 september 2007. https://web.archive.org/web/20070927230016/http://www.nilsbejerot.se/BARN_SER.PDF. Läst 8 januari 2016.
2. 1 2 3  Swecomics
3. ↑  ”Lucky Luke på svenska”. Arkiverad från originalet den 11 november 2014. https://web.archive.org/web/20141111004811/http://www.visit.se/~dampgrodan/album_kronolog.html. Läst 12 mars 2011.
4. ↑  ”Tintin”. http://en.tintin.com/albums/show/id/38/page/0/0/prisoners-of-the-sun. Läst 12 mars 2011.